# Стебнівський заказник
Стебні́вський заказник — ентомологічний заказник місцевого значення в Україні. Розташований на території Звенигородського району Черкаської області, на північний схід від села Стебне, в урочищі «Маслянки». 
Площа 23,6 га. Статус надано згідно з рішенням облвиконкому від 14.04.1983 року № 205. Перебуває у віданні: СТОВ «Стебне».